# NGC 4095
NGC 4095 је елиптична галаксија у сазвежђу Береникина коса која се налази на NGC листи објеката дубоког неба.
Деклинација објекта је + 20° 34' 25" а ректасцензија 12h 5m 54,2s. Привидна величина (магнитуда) објекта NGC 4095 износи 13,6 а фотографска магнитуда 14,6. NGC 4095 је још познат и под ознакама MCG 4-29-22, CGCG 128-25, PGC 38324.